# Liste der Schutzgebiete in Natur- und Landschaftsschutz in Gera
Die Liste der Schutzgebiete in Natur- und Landschaftsschutz in Gera enthält die Naturdenkmale, Flächennaturdenkmale, geschützten Landschaftsbestandteile, Naturschutzgebiete, Landschaftsschutzgebiete, FFH-Gebiete und Europäischen Vogelschutzgebiete im Gebiet der thüringischen Stadt Gera. Die Liste ist nach Denkmalkategorien gegliedert.

## Einzel-Naturdenkmale
| Nummer | Bild           | Bezeichnung                                                     | Flurstück | Lage                                                              | Art           | Eintragung    | Wikidata | Bemerkung                            |
| ------ | -------------- | --------------------------------------------------------------- | --------- | ----------------------------------------------------------------- | ------------- | ------------- | -------- | ------------------------------------ |
| G1012  |                | Pyramiden-Eiche im Park                                         | 1/7       | Steinbrücken (Lage)                                               | Quercus robur | 20. Dez. 1999 |          |                                      |
| G1011  |                | Eiche am Dorfplatz                                              | 19/2      | Rusitz, Dorfplatz (Lage)                                          |               | 20. Dez. 1999 |          |                                      |
| G1013  | weitere Bilder | Alteichenpaar Aga                                               | 85/2      | Kleinaga (Lage)                                                   |               | 20. Dez. 1999 |          |                                      |
| G1014  | weitere Bilder | Stieleiche an der Aga                                           | 29/152    | Aga (Lage)                                                        | Quercus robur | 15. Feb. 2001 |          |                                      |
| G1015  | weitere Bilder | Blitz-Eiche an der Aga                                          | 29/152    | Aga (Lage)                                                        |               | 15. Feb. 2001 |          |                                      |
| G1010  |                | Eiche an der Kirche Wernsdorf                                   | 47        | Wernsdorf (Lage)                                                  |               | 20. Dez. 1999 |          |                                      |
| G1004  | weitere Bilder | Lutherlinde                                                     | 3791      | unterhalb des Ferberturms (Lage)                                  | Tilia cordata | 16. Sep. 1942 |          |                                      |
| G1006  |                | Schillereiche                                                   | 1870      | an der Ferberturmwiese (Lage)                                     | Quercus robur | 16. Sep. 1942 |          |                                      |
| G1008  |                | Raabe Eiche                                                     | 1265      | Stadtzentrum, Clara-Zetkin-Straße, an der Johanniskirche (Lage)   | Quercus robur | 29. Dez. 1982 |          |                                      |
| G1003  | weitere Bilder | Stieleiche am Mühlgraben (Prozess-Eiche)                        |           | Untermhaus, Küchengartenallee, Privatgrundstück, (Lage)           | Quercus robur | 16. Sep. 1942 |          |                                      |
| G1017  | weitere Bilder | Otto-Dix-Eiche                                                  |           | Untermhaus, Gutenbergstraße, Schulhof der Otto-Dix-Schule, (Lage) |               | 11. März 2002 |          |                                      |
| G1001  | weitere Bilder | Eichengruppe an der Schiefergasse                               | 103       | Ernsee, Waldrand (Lage)                                           |               | 16. Sep. 1942 |          |                                      |
| G1007  | weitere Bilder | Kalte Eiche                                                     | 145/71    | Ernsee, Feld (Lage)                                               | Quercus robur | 16. Sep. 1942 |          |                                      |
| G1005  | weitere Bilder | Stieleiche an der Gaststätte „Kuckucksdiele“ (Torstenson-Eiche) | 90        | Heinrichsgrün, Waldrand hinter der Kuckucksdiele (Lage)           | Quercus robur | 16. Sep. 1942 |          | tot seit 2020, Vorkommen des Eremits |
| G1016  | weitere Bilder | Elsterdamm-Eiche                                                | 422       | Zwötzen, Liebschwitzer Straße, an der Weißen Elster (Lage)        |               | 11. März 2002 |          |                                      |
| G1009  | weitere Bilder | Winterlinde in Oberröppisch                                     | 12/8      | Oberröppisch, Oberes Dorf, Privatgrundstück (Lage)                | Tilia cordata | 16. Okt. 1943 |          |                                      |
| G1002  | weitere Bilder | Stieleiche an der Hainwiese                                     | 116/39    | Ernsee, Feldweg (Lage)                                            | Quercus robur | 16. Sep. 1942 |          |                                      |
|        |                | Puschkinplatz-Eiche                                             | 189       | Stadtzentrum, Puschkinplatz, (Lage)                               | Quercus robur | 16. Dez. 2005 |          |                                      |

## Flächennaturdenkmale und geschützte Landschaftsbestandteile
Den noch nach DDR-Recht verordneten Flächennaturdenkmalen entsprechen die heutigen geschützten Landschaftsbestandteile.

### Flächennaturdenkmale
| Nummer | Bild           | Bezeichnung | Flurstück | Lage                       | Fläche in ha | Eintragung    | Wikidata | Bemerkung |
| ------ | -------------- | --- | --------- | -------------------------- | ------------ | ------------- | -------- | --------- |
| G0001  |                | Braupfannenteich |           | Zeitzer Forst (Lage)       | 0,67         | 3. Juni 1981  |          |           |
| G0002  |                | Trollblumenwiese am Rödel bei Kleinaga                                                                                          |           | (Lage)                     | 0,88         | 3. Juni 1981  |          |           |
| G0003  |                | Nordostufer des Söllmnitzer Stausees                                                                                            |           | bei Söllmnitz (Lage)       | 1,46         | 3. Apr. 1985  |          |           |
| G0004  |                | Naturnaher Laubmischwald und Zechsteinfelsen mit Tropfsteinbildung am nordöstlichen Hang des Mühlholzes bei Gera - Thieschitz   |           | (Lage)                     | 4,63         | 29. Dez. 1982 |          |           |
| G0005  |                | Schilffläche an der Leibenwiese bei Dorna                                                                                       |           | (Lage)                     | 1,18         | 3. Apr. 1985  |          |           |
| G0006  | weitere Bilder | Kalksteinbruch Dorna |           | bei Dorna (Lage)           | 1,1          | 3. Apr. 1985  |          |           |
| G0007  |                | Der Speudewitz |           | bei Röpsen (Lage)          | 2,74         | 1. Aug. 1955  |          |           |
| G0008  |                | Laubmischwäldchen Tinzer Park bei Gera - Tinz                                                                                   |           | (Lage)                     | 4,04         | 29. Dez. 1982 |          |           |
| G0009  |                | Geologischer Aufschluss mit Buntsandstein, Zechstein und Rotliegendem bei Gera-Milbitz und Zechsteinfelsen an den Zwergenhöhlen |           | (Lage)                     | 4,82         | 16. Sep. 1942 |          |           |
| G0010  |                | Hainbergwaldrand bei Gera-Ernsee                                                                                                |           | Waldrand bei Ernsee (Lage) | 1,6          | 29. Dez. 1982 |          |           |
| G0011  |                | Lehmgrube bei Naulitz |           | Naulitz (Lage)             | 0,39         | 3. Apr. 1985  |          |           |
| G0012  |                | Zechsteinstaffelbruch am Nordhang des Lasur bei Gera - Pforten                                                                  |           | Nordhang der Lasur (Lage)  | 2,59         | 29. Dez. 1982 |          |           |
| G0013  |                | Teichwiesen im Langengrobsdorfer Grund bei Gera - Langengrobsdorf (Orchideenwiese)                                              |           | bei Langengrobsdorf (Lage) | 2,43         | 29. Dez. 1982 |          |           |
| G0014  |                | Eiszeitlicher Elsterschotter am Heerberg bei Gera - Oberröppisch                                                                |           | bei Oberröppisch (Lage)    | 0,4          | 29. Dez. 1982 |          |           |
| G0015  |                | Geologischer Aufschluss mit Bitumenader am Zoitzberg bei Gera - Liebschwitz                                                     |           | (Lage)                     | 0,63         | 29. Dez. 1982 |          |           |
| G0016  |                | Restwand des Sandsteinbruches Großfalka                                                                                         |           | Großfalka (Lage)           | 0,92         | 3. Apr. 1985  |          |           |

### Geschützte Landschaftsbestandteile
| Bild | Bezeichnung                | Nummer | Lage     | Fläche in ha | Eintragung    | Bemerkung |
| ---- | -------------------------- | ------ | -------- | ------------ | ------------- | --------- |
|      | Orchideenwäldchen Bieblach |        | Bieblach | 0,25         | 18. Nov. 2009 |           |

## Naturschutzgebiete
| Bild           | Bezeichnung   | Nummer | Lage                         | Fläche in ha | Eintragung    | Bemerkung |
| -------------- | ------------- | ------ | ---------------------------- | ------------ | ------------- | --------- |
| weitere Bilder | Rödel         | 340    | Naturraum 5.3                | 50,3         | 3. Juli 1996  |           |
| weitere Bilder | Zeitzer Forst | 341    | Naturraum 2.6; Naturraum 5.3 | 329,6        | 15. Juli 1999 |           |

## Landschaftsschutzgebiete
| Bild           | Bezeichnung      | Nummer | Lage | Fläche in ha | Eintragung    | Bemerkung                          |
| -------------- | ---------------- | ------ | ---- | ------------ | ------------- | ---------------------------------- |
|                | Geraer Stadtwald | 34     |      | 1530         | 1973          | liegt teilweise im Landkreis Greiz |
|                | Der Hausberg     | 35     |      | 26           | 26. Jan. 1940 |                                    |
| weitere Bilder | Zaufensgraben    | 54     |      | 14           | 1952          |                                    |

## FFH-Gebiete
| Bild           | Bezeichnung                                              | Nummer | Lage           | Fläche in ha | Eintragung    | Bemerkung                               |
| -------------- | -------------------------------------------------------- | ------ | -------------- | ------------ | ------------- | --------------------------------------- |
| weitere Bilder | Zeitzer Forst                                            | 133    |                | 421          | 27. Apr. 2004 | liegt teilweise im Saale-Holzland-Kreis |
| weitere Bilder | Brahmeaue                                                | 177    |                | 102          | 27. Apr. 2004 | liegt teilweise im Landkreis Greiz      |
|                | Hainberg–Weinberg                                        | 187    | bei Untermhaus | 300          | 27. Apr. 2004 |                                         |
|                | Schluchten bei Gera und Bad Köstritz mit Roschützer Wald | 230    |                | 164          | 27. Apr. 2004 | liegt teilweise im Landkreis Greiz      |

## Europäische Vogelschutzgebiete
| Bild | Bezeichnung   | Nummer | Lage | Fläche in ha | Eintragung | Bemerkung                               |
| ---- | ------------- | ------ | ---- | ------------ | ---------- | --------------------------------------- |
|      | Zeitzer Forst | 43     |      | 397          | 2003       | liegt teilweise im Saale-Holzland-Kreis |